# 文殊乡
文殊乡，是中华人民共和国河南省信阳市光山县下辖的一个乡镇级行政单位。由佛教文殊菩萨在此食禄香火而得名，是全县最早建制的乡（镇）之一。全区东西长8公里，南北宽10.1公里，总面积约81平方公里，其中耕地面积2.4万亩，林地面积5.9万亩，山多地少，是文殊的特色，优势在山，发展在山已成为全乡上下的共识。总人口30000人，其中农业人口28000人，辖14个行政村，一个居委会，农民种植的粮食作物主要有水稻、小麦、大豆，经济作物有茶叶、花生、芝麻等。民风兼有南北之风情，集古今大成，楚风吴韵在此交融，造就了人文景观和自然山水交相辉映。

## 行政区划
文殊乡下辖以下地区：
文殊街社区、陈棚村、方洼村、李扶村、龙塘村、沈堂村、杮园村、桃元村、王榜村、王堂村、文殊村、赵湾村、朱畈村、猪山村、邹棚村、王岗村、杜槐村、花山村、梁棚村、东岳村、翁湾村和壮山村。

## 中国传统村落
2012年，东岳村被评为首批“中国传统村落”。